# Правило трьох очок за перемогу
Правило трьох очок за перемогу (англ. Three points for a win rule) — правило нарахування очок у багатьох спортивних змаганнях, зокрема у футбольних національних чемпіонатах, групових етапах клубних турнірів і змагань національних збірних, що полягає в наступному: за перемогу команда отримує три очки в турнірній таблиці, за нічию отримує тільки одне очко і в разі програшу очок не отримує. Раніше команда отримувала за перемогу тільки два очка.
Правило вперше застосовувалось у футболі в 1981 році під час проведення чемпіонату Англії. В рамках проведення відбіркових турнірів і фінальних частин чемпіонатів світу та континентальних чемпіонатів правило діє з 1994 року після проведення чемпіонату світу в США. ФІФА офіційно затвердила правило в 1995 році.
Основною метою правила було стимулювання команд в чемпіонатах до більш агресивних і атакувальних дій, оскільки цінність кожної перемоги в чемпіонаті зростала як мінімум в півтора рази. Введення правила вплинуло на результати переважно в тих чемпіонатах, де грало не менше 16 команд.

## Обгрунтування для правила
Коли діяло старе правило двох очок за перемогу (на підставі того, що в разі нічиєї команди ділили очки порівну, а переможець отримував все), футбольні тренери зазвичай робили ставку на перемогу вдома і нічию в гостях. Це викликало значні невдоволення серед фанатів і експертів через одноманітну гру.
Введення правила трьох очок дозволяло в разі нічийного рахунку загострити гру в самому кінці зустрічі: якщо команду не влаштовував рахунок, то вона готова була ризикнути і поборотися за три очки, незважаючи на загрозу пропустити фатальний гол і втратити все. До того ж це знижувало ризик того, що деякі команди могли зіграти внічию для певних досягнень (перемога в турнірі або збереження прописки в лізі). Раніше правило двох очок за перемогу розв'язувало руки деяким особам, зацікавленим в здачі певних матчів. Введення нового правила дозволяло командам грати в більш позитивному і атакувальному стилі.
Критика правила трьох очок за перемогу полягає в тому, що один гол в кінці зустрічі може зруйнувати всі плани і деморалізувати команду на тривалий термін. Середнє число матчів в Англії, які закінчуються внічию, так і не змінилося з часів введення нового правила, однак в таких країнах, як Туреччина, це правило підвищило видовищність футболу: середнє число голів в матчах турецького чемпіонату значно зросла.
Для зниження кількості нічиїх в кругових турнірах в різних країнах вводилися і інші правила, такі як післяматчеві пенальті, ліміт на нічиї.

## Історія
Автором правила є футбольний тренер Джиммі Хілл, який запропонував ввести це правило в Футбольній лізі Англії. У 1981 році в рамках експерименту в Англії пройшов чемпіонат за такою системою, проте популярним це правило стало тільки після чемпіонату світу 1994 року, коли в 1995 році ФІФА офіційно затвердило його в регламенті чемпіонату світу. Зміна правила призвела до того, що деякі команди за новими правилами вже не виходили з груп на чемпіонатах світу (не тільки з причини зміни числа учасників і скасування правила порівняння команд з кількох груп): в 2010 році з групи не вийшла збірна Нової Зеландії (по старим правилам вона вийшла б за рахунок різниці м'ячів).
Необхідно відзначити, що ще за десять років до англійців в Радянському Союзі проводився експеримент, при якому за перемогу нараховувалися три очки, а за нічию одне. Цей експеримент був проведений в рамках 2-ї і 6-ї зон другої ліги СРСР в сезонах 1971 і 1972.

### Хронологія введення правила
- 1981: Англія
- 1982: Ізраїль[8]
- 1983: Нова Зеландія[9]
- 1987: Туреччина
- 1988: Норвегія[10]
- 1990: Швеція[11]
- 1992: Греція[12], Фінляндія
- 1993: Бельгія (Дивізіон 2), Болгарія[13], Ірландія[14], Італія (Серія C)
- 1994: Хорватія, Чехія[15], Франція[16], Україна, Угорщина, Італія (Серія A), Румунія, Шотландія, Чемпіонат світу з футболу 1994, Чемпіонат Європи з футболу 1996 (кваліфікаційний раунд)
- 1995: Додати Аргентина, Австрія, Бельгія (Дивізіон 1), Бразилія, Колумбія, Данія, Німеччина, Мексика, Нідерланди, Польща, Португалія, Росія, Іспанія, Швейцарія, Уругвай
- 2000: США[17][18]

## Варіанти
З 1996 по 2000 роки в MLS (США) діяла точно така ж система, однак в MLS не було можливостей зіграти внічию: одне очко команда отримувала за перемогу по пенальті. У Норвегії застосовувалося аналогічне нарахування очок в 1987 році, проте одне очко команда отримувала за програш по пенальті, два за перемогу по пенальті і всі три очки за перемогу в основний час.
У перших трьох чемпіонатах СРСР (1936—1937) за перемогу давалося три очки, але система нарахування була наступною: 3 очки за перемогу, 2 за нічию, 1 за поразку і 0 за неявку. Тобто перемога плюс поразка, як і при системі «два очка за перемогу», дорівнювала двом нічиїм.

## У хокеї
Аналогічну систему нарахування очок хотіли ввести в НХЛ в 2004 році: три очки нараховувалося б за перемогу в основний час, два за перемогу в овертаймі і одне за нічию або поразку в овертаймі. Пропозицію розглянули під час локауту в НХЛ, проте в лютому 2007 року керівництво всіх команд відмовилися від такої ідеї остаточно. У чемпіонатах більшості європейських країн така система була введена між 1998 і 2006 роках.
У 2006 році на конгресі ІІХФ було прийнято рішення, що, починаючи з чемпіонату світу 2007 року, на всіх турнірах під егідою Міжнародної федерації хокею у всіх матчах (включаючи групові турніри) в разі нічийного результату за підсумками основного і додаткового часу матчу команди пробивають буліти. При цьому за перемогу в основний час команда отримує три очки, за перемогу в додатковий час або в серії булітів — два очки, за поразку в додатковий час або в серії булітів — одне очко. Таким чином, матчі не можуть завершуватися з нічийним результатом (в НХЛ нічиї були скасовані ще в 2005 році, але за перемогу в основний час команди як і раніше отримують два очка). У чемпіонаті Росії така система діє, починаючи з сезону 2007/08 .